# 다비트 치마쿠리제
다비트 미헤일리스 제 치마쿠리제(조지아어: დავით მიხეილის ძე ციმაკურიძე, 러시아어: Дави́д Миха́йлович Цимакури́дзе 다비트 미하일로비치 치마쿠리제[*], 1925년 3월 29일~2006년 5월 9일)는 소련과 조지아의 레슬링 선수, 지도자이다. 1952년 하계 올림픽 자유형 미들급에서 금메달을 획득했다.